# NGC 789
NGC 789 ist eine Spiralgalaxie vom Hubble-Typ Sd? im Sternbild Dreieck am Nordsternhimmel. Sie ist schätzungsweise 241 Millionen Lichtjahre von der Milchstraße entfernt und hat einen Durchmesser von etwa 70.000 Lj.

Im selben Himmelsareal befinden sich u. a. die Galaxien NGC 777, NGC 783, NGC 785, NGC 798.
Das Objekt wurde am 24. August 1865 von dem deutsch-dänischen Astronomen Heinrich Louis d’Arrest entdeckt.